# Panchakanya Pokhari
Panchakanya Pokhari – gaun wikas samiti we wschodniej części Nepalu w strefie Kośi w dystrykcie Terhathum. Według nepalskiego spisu powszechnego z 2001 roku liczył on 438 gospodarstw domowych i 2437 mieszkańców (1291 kobiet i 1146 mężczyzn).